# 3599 Basov
A 3599 Basov (ideiglenes jelöléssel 1978 PB3) a Naprendszer kisbolygóövében található aszteroida. Nyikolaj Sztyepanovics Csernih fedezte fel 1978. augusztus 8-án.